# Konstantinopelsko obzidje
Konstantinopelsko obzidje je niz kamnitih obrambnih zidov, ki so obdajali in varovali Konstantinopel (sedanji Carigrad, Turčija) od takrat, ko je Konstantin I. Veliki mesto izbral za prestolnico Vzhodnega rimskega cesarstva. Obzidje, ki je v svoji dolgi zgodovini doživelo številne dozidave in spremembe, je bilo zadnji veliki antični utrdbeni sistem in eno od najobsežnejših, ki so jih kdaj zgradili. 
Konstantinovo obzidje je obdajalo celo mesto in ga varovalo pred napadi s kopnega in z morja. Ko se je mesto razširilo, so v 5. stoletju zgradili dvojno Teodozijevo obzidje. Četudi Teodozijevo obzidje ob zaključku del ni bilo tako dovršeno kot Konstantinovo, je bilo za večino srednjeveških oblegovalcev skoraj neosvojljivo. Mesto in s tem tudi cesarstvo je zato preživelo številna obleganja Avarov, Arabcev, Kijevskih Rusov in Bolgarov. Z iznajdbo smodnika in topov je obzidje postalo ranljivo in mesto je po daljšem obleganju 29. maja 1453 padlo v osmanske roke. 
Obzidje je večino osmanskega obobja ostalo v veliki meri nedotaknjeno, dokler ni mesto sredi 19. stoletja preraslo svoje srednjeveške meje in so dele obzidja začeli razdirati. Nekaj delov se je kljub kasnejšemu slabemu vzdržavanju ohranilo vse do danes. V 1980. letih so ga začeli na veliko obnavljati in mu dajati prvotni izgled. 

## Obzidje na kopnem

### Obzidje grškega in rimskega Bizanca
Prvo mesto na območju sedanjega Istanbula so, po izročilu, zgradili okoli leta 658 pred n. št. grški kolonisti iz Megare in ga po svojem kralju Bizasu imenovali Bizanc (grško: Βυζάντιον [Bizántion]). Mesto je bilo majhno, zgrajeno okoli akropole na najbolj vzhodnem griču polotoka nekje na področju sedanje palače Topkapı. Po navedbah iz poznobizantinske zgodovinske zbirke Patria Konstantinopoleos je imelo manjše obzidje, ki se je začelo na severnem robu akropole, šlo proti zahodu do Evgenijevega stolpa in od tam proti jugu in zahodu proti Strategionu in Ahilovemu kopališču, se nadaljevalo proti jugu do področja, ki se je v bizantinskem obdobju imenovalo Halkopratea in se na področju Hagije Sofije je obrnilo proti severovzhodu, prečkalo Topoi in Arkadine in doseglo morje nekje v četrti Mangana. Obzidje je imelo 27 stolpov in najmanj dvoje vrat. Ena od njih so se ohranila in postala znana kot Urbicijev lok, za druga pa so kasneje ugotovili, da so stala pri konstantinopelskem ničtem miljniku (milion). Na morski strani je bilo obzidje mnogo nižje kot na kopenski. Čeprav avtor Patrie trdi, da je bilo obzidje zgrajeno že v Bizasovem času, francoski raziskovalec Raymond Janin domneva, da ga je zgradil špartanski general Pavzanij, ki je mesto zavzel leta 479 pred n.št. in ga nato začel obnavljati. Obzidje je bilo zagotovo obnovljeno leta 340 pred n. št. pod vodstvom nekega Leona, ker je mestu grozil napad Filipa II. Makedonskega. Za obnovo so uporabili celo nagrobnike.
V zgodnjem rimskem obdobju je bil Bizanc nepomembno mesto. Sodobniki ga opisujejo kot bogato in dobro utrjeno mesto s številnim prebivalstvom. Njegovo premoženje je skopnelo zaradi podpore Pesceniju Nigru (vladal 193-194) v vojni proti Septimiju Severju (vladal 193–211). Dio Kasij pravi, da se je mesto tri leta upiralo Severjevi vojski in da so branilci, ko jim je zmanjkalo streliva, na oblegovalce metali celo bronaste kipe. Sever je po zmagi mesto ostro kaznoval: porušil je obzidje in mu odvzel položaj mesta, tako da je postalo vas v provinci Heraclea Perinthus. Ko je Sever spoznal strateški pomen mesta, ga je obnovil in zgradil številne pomembne zgradbe, med njimi hipodrom in Zeuksipovo kopališče. Zgradil je tudi novo obzidje, ki je stalo 300-400 m zahodneje od prejšnjega. Podatkov o Severjevem obzidju je bolj malo. V Zosimovi Novi zgodovini se je ohranil kratek opis njegovega poteka in podatek, da so bila glavna vrata na koncu stebriščne avenije (prvega dela kasnejše Mese) in malo pred vhodom kasnejšega Konstantinovega foruma. Izgleda, da je obzidje potekalo od sedanjega Galatskega mosta v četrti Eminönü  proti jugu mimo sedanje mošeje Nuruosmanije, zavilo okoli južnega zidu hipodroma proti severovzhodu in se ob Bosporju naslonilo na staro obzidje. Patria omenja tudi to, da je med Konstantinovim obleganjem Bizanca v sporu z Licinijem leta 324 obstojalo še eno obzidje. Besedilo omenja predobzidje (proteichisma), ki je potekalo ob Filadefionu, se pravi približno na sredini kasnejšega Konstantinopla. Iz podatka se da razbrati, koliko se je mesto razširilo od zgraditve prejšnjega obzidja.

### Konstantinovo obzidje
Podobno kot pred njim Sever, je tudi Konstantin nameraval mesto kaznovati zaradi sodelovanja s poraženim rivalom, vendar je kmalu spoznal njegove geografske prednosti. Od leta 324 do 336 je mesto popolnoma prenovil in ga 11. maja 330 svečano otvoril pod imenom Novi Rim. Mesta se je namesto Novega Rima kmalu prijelo ime Konstantinopel – Konstantinovo mesto, ki se je ohranilo do leta 1930, ko so ga uradno preimenovali v Istanbul. Konstantin je mesto zavaroval z novim obzidjem, dolgim 15 stadijev (2,8 km), zgrajenim zahodno od Severjevega obzidja. Obzidje je bilo enojno, ojačano z enakomerno odaljenimi stolpi. Graditev se je začela leta 324 in zaključila med vladanjem Konstantinovega sina Konstancija II. (vladal 337–361). Potek obzidja je znan samo približno. Začelo se je pri cerkvi sv. Antona ob Zlatem rogu, nekje pri sedanjem Atatürkovem mostu. Od tam je šlo proti jugozahodu in nato proti jugu, vzhodno od velikih Mocijevih in Asparjevih odprtih cistern in se končalo v bližini cerkve Rabdoškega Teotoka na obali Marmarskega morja, nekje med kasnejšimi morskimi vrati sv. Emilijana in Psamatom.
Konstantinopel se je že v 5. stoletju razširil preko Konstantinovega obzidja. Ta del mesta so imenovali Eksokionion ali Eksakionion Obzidje je kljub temu, da je primarno obrambo prevzelo kasneje zgrajeno Teodozijevo obzidje, preživelo večino bizantinskega obdobja. Nezanesljiv podatek, ki govori o velikem uničenju notranjega obzidja v potresu 25. septembra 478, se verjetno nanaša na Konstantinovo obzidje, poročilo Teofana Spovednika pa pravi, da so poškodbe, ki so nastale v potresu leta 557, obnovili. Izgleda, da je večina obzidja ostala relativno nedotaknjena vse do 9. stoletja. Zgodovinar Kedren iz 11. stoletja omenja, da se je obzidje v Eksokionionu, verjetno gre za del Konstantinovega obzidja, porušilo v potresu leta 867. Kasneje je večina obzidja izginila, čeprav Van Millingen trdi, da so nekateri deli v četrti İsakapı preživeli do zgodnjega 19. stoletja.

#### Vrata
Imena in število vrat Konstantinovega obzidja so se ohranila, čeprav se strokovnjaki prerekajo glede njihove istovetnosti in natačne lege.
Stara zlata vrata (latinsko: Porta Aurea, grško: Χρυσεία Πύλη [Hriseia Pile]), poznana tudi kot Kserolofoška in Saturninova vrata, so omenjena v Notitia Urbis Constantinopolitanae. Isti vir omenja tudi to, da je bilo obzidje in njegova okolica bogato okrašeno. Vrata so stala nekje na južnem pobočju Sedmega griča. Njihovo gradnjo se pogosto pripisuje Konstantinu, čeprav njihova starost v resnici ni natančno določena. Preživela so do 14. stoletja, v katerem bizantinski učenjak Manuel Hrizoloras opisuje, da so zgrajena iz masivnih blokov marmorja, imajo zelo visoko odprtino in so kronana z nekakšno stoo. V poznem bizantinskem obdobju so na vrata baje postavili sliko Kristusvega križanja, iz česar je kasneje nastalo osmansko ime vrat İsakapı, se pravi Jezusova vrata. Vrata so bila uničena v potresu leta 1509, njihova približna lokacija pa je znana iz lokacije bližnje mošeje İsakapı Mescidi.
Istovetnost in lokacija Atalovih vrat (grško: Πόρτα Ἀτ[τ]άλου [Porta At[t]alou]) nista povsem jasni. Cyril Mango jih istoveti s Starimi zlatimi vrati, van Millingen jih postavlja na Sedmi grič na višino, ki verjetno ustreza enim od kasnejših vrat v Teodozijevem obzidju, Raymond Janin pa jih umešča bolj proti severu preko reke Lycus v bližino mesta, kjer je reka tekla pod obzidjem. Vrata so bila na začetku okrašena s številnimi kipi, tudi s Konstantinovim, ki so se podrli med potresom leta 740.
Druga vrata, katerih lokacija je povsem zanesljiva, so Vrata sv. Emilijana (grško: Πόρτα τοῦ ἀγίου Αἰμιλιανοῦ  [Porta tou hagiou Aimilianou], turško: Davutpaşa Kapısı). Stala so na stiku kopenskega in obmorskega obzidja in so služila za komuniciranje z obalo. Chronicon Paschale pravi, da je ob vratih stala cerkev Rabdoške sv. Marije, v kateri so hranili Mojzesovo pohodno palico.
Naslednji nejasni primer so Stara prodromoška vrata (grško: Παλαιὰ Πόρτα τοῦ Προδρόμου [Palaia Porta tou Prodromou]), imenovana po bližnji cerkvi sv. Janeza Krstnika (Prodromos v grščini pomeni Predhodnik). Van Millingen jih istoveti s Starimi zlatimi vrati, medtem ko Janin domneva, da so stala na severnem pobočju Sedmega griča.
Zadnja poznana vrata so Melantiadova vrata (grško: Πόρτα τῆς Μελαντιάδος [Porta tēs Melantiados]), katerih lega je sporna. Van Millingen domneva, da so stala v stala v Teodozijevm obzidju (Pomladna vrata), Janin in Mango pa njegovo domnevo spodbijata in trdita, da so stala v Konstantinovem obzidju. Mango jih istoveti s Prodromoškimi vrati,, medtem ko Janin domneva, da gre za napačno rabo imena Melantiadove četrti (grško: ta Meltiadou) in jih umešča zahodno od Mocijeve cisterne.  Drugi avtorji jih istovetijo z Adrianapolskimi (Odrinskimi) vrati (A.M. Schneider) ali z Regionskimi vrati (A.J. Mordtmann).

### Teodozijevo obzidje
Teodozijevo obzidje (grško: τείχος Θεοδοσιακόν [teihos Theodosiakon]) je bilo zgrajeno med vladanjem cesarja Teodozija II. (vladal 408–450) kakšnih 1.500 m zahodno od Konstantinovega obzidja. Gradnjo je nadziral pretorijanski prefekt Vzhoda Antemij in jo, po trditvah v Teodozijevem zakoniku (Codex Theodosianus), zaključil leta 413. Napis, ki so ga odkrili leta 1993, pravi, da je gradnja trajala devet let, se pravi, da se je začela leta 404 ali 405 med vladanjem cesarja Arkadija (vladal 395-408). Teodozijevo obzidje je obdajalo vseh sedem mestnih gričev in mesto je končno upravičilo ime Heptalofos (grško: Ἑπτάλοφος - sedem gričev) in se tako izenačilo s Starim Rimom. 26. januarja 447 je močan potres porušil velik del obzidja, vključno s 57 stolpi. Kasnejši potresi, med njimi velik potres januarja 448, so škodo še povečali. Popravila obzidja je na Teodozijev ukaz nadziral pretorijanski prefekt Konstantin. Dela so bila zelo nujna zaradi prisotnosti hunskega vladarja Atile na Balkanu. Pri popravilu so zato so zaposlili tudi meščane in ga, po podatkih bizantinskih kronistov in napisih na obzidju, opravili v rekordnih 60 dneh. Nekateri strokovnjaki na podlagi napisov domnevajo, da so kasneje zgradili še drugo, zunanje obzidje, med njima pa izkopali globok jarek. Točnost teh trditev je vprašljiva, ker je bilo zunanje obzidje verjetno integralni del osnovnega obrambnega sistema. Obzidje je bilo kasneje še večkrat poškodovano zaradi potresov in obnovljeno, kar omenjajo spominski napisi številnih cesarjev in njihovih podanikov, ki so sodelovali v obnovi.

#### Potek in topografija
Teodozijevo obzidje je bilo dolgo okoli 6,5 km. Na jugu se začelo na obali Proponta pri Marmornem stolpu (turško: Mermer kule), katerega so imenovali tudi Bazilijev in Konstantinov stolp (grško: Pyrgos Basileiou kai Kōnstantinou)  in se na severu končalo na obali Zlatega roga. Skupna dolžina ohranjenega obzidja od Marmarskega morja do predmestja Blaherne je 5.630 m. Odsek med palačo Porfirogenetov (tuško: Tekfur sarayı) in Zlatim rogom se ni ohranil, ker so zahodno od njega zgradili novega, da bi vanj zajeli tudi predmestje Blaherne.
Obzidje je od Marmarskega morja krenilo proti severovzhodu, dokler ni na nadmorski višini 14 m doseglo Zlatih vrat. Od tu do Regionskih vrat (turško: Mevlevihane kapısı) je potekalo bolj ali manj naravnost proti severu do Sedmega griča. Na griču se je obrnilo proti severovzhodu in se vzpenjalo do Vrat sv. Romana, ki so stala tik pod vrhom na nadmorski višini 68 m.  Od tu se je obzidje spustilo v dolino reke Lycus, kjer je doseglo nanižjo točko na nadmorski višini 35 m, in se nato po pobočju Šestega griča vzpelo do Harizijevih ali Adrianopelskih (Odrinskih) vrat na nadmorski višini 76 m. Odsek med vrati sv. Romana in Harizijevimi vrati je dolg 1.250 m. Imenuje se Srednje obzidje (grško: Μεσοτείχιον Mesoteihon) in je zaradi morfologije tal najšibkejši del obzidja.  Večina obleganj in glavnih napadov na Konstantinopel je zato potekala prav na tem mestu, tudi tisti leta 1453, ko so mesto osvojili osmanski Turki. Od Odrinskih vrat do predmestja Blaherne se je obzidje spustilo na višino kakšnih 60 m in krenilo ostro proti zahodu, dokler ni pri tako imenovani Anemasovi ječi doseglo obalne ravnice Zlatega roga.

#### Zgradba
Teodozijevo obzidje je imelo glavno notranje ali veliko obzidje (grško: μέγα τείχος [mega teihos]) in nižje zunanje ali malo obzidje (grško: ἔξω τείχος [eksō teihos] ali μικρόν τείχος  [mikron teihos]), med katerima je bila 15-20 m široka terasa – peribol (grško: περίβολος [peribolos]). Pred zunanjim obzidjem je bil izkopan jarek (grško: σούδα [souda]), med njima pa je bila zunanja terasa (grško: παρατείχιον [parateichion]), zavarovana z nizkim prsobranom.
Notranje obzidje je bilo debelo 5 m in visoko 12 m. Zunajnja in notranja fasada zidu sta bili zgrajeni iz skrbno obdelanih blokov apnenca, prostor med njima pa je bil napolnjen z malto iz apna in zdrobljene opeke. Zidavo so prekinjali pasovi s sedemimi do enajstimi sloji opeke, debeli okoli 40 cm, ki niso imeli samo dekorativnega pomena, ampak so tudi ojačali stike kamnite fasade z jedrom, kar je povečalo odpornost proti potresom.  Obzidje je bilo utrjeno s 96 stolpi, večinoma pravokotne oblike. Nekaj stolpov je bilo osmerokotnih, trije šesterokotni in en peterokoten. Visoki so bili 18-20 m in zgrajeni na razdalji 55 m. Vsi stolpi so imeli terase za branilce, v notranjosti pa so bili po višini razdeljeni v dva prostora, ki nista imela medsebojne povezave. Spodnji prostor je imel vhod z mestne strani skozi notranje obzidje in se je uporabljal za skladišče. Zgornji prostor je imel vhod s pešpoti na vrhu obzidja in lino za opazovanje in streljanje. Dostop na obzidje so omogočale velike klančine, prislonjene k obzidju. Spodnje nadstropje je bilo dostopno tudi s peribola skozi majhna vrata. Večina ohranjenih stolpov je bila v bizantinskem ali osmanskem obdobju ponovno zgrajena, ker so od nekaterih prvotnih Teodozijevih stolpov ostali samo temelji. V obdobju Komnenov so obzidje obnavljali večinoma po prvotnih načrtih, kasneje pa se niso ozirali na okna in prsobrane v zgornjem nadstropju, ampak so se osredotočili samo na zgornjo borilno ploščad.
Zunanje obzidje je bilo pri tleh debelo 2 m. Na nivoju peribola je imelo obliko obokanih celic, nad katerimi je bila na višini do 8,5 m pešpot za branilce. Dostop na zunanje obzidje je bil mogoč ali skozi glavna vrata ali skozi majhna vrata v podnožjih stolpov notranjega obzidja. Tudi zunanje obzidje je imelo 96 stolpov pravokotne ali polkrožne oblike, postavljenih med stolpi v glavnem obzidju, kar je povečalo njihovo učinkovitost. Zunanji stolpi so imeli na nivoju peribola prehode, na vrhu pa ploščadi s prsobrani. Zunanje obzidje je bilo že samo po sebi mogočna obrambna zgradba, zato so Bizantinci in njihovi zavezniki v obleganjih leta 1422 in  1453 zaradi premajhnega števila vojakov obrambo skoncentrirali samo na zunanjem obzidju.
Jarek (grško: σοῦδα [souda]) je bil izkopan kakšnih 20 m pred zunanjim obzidjem, tako da je bila med njim in obzidjem terasa, imenovana parateihion (grško: ἔξω παρατείχιον [ekso parateihion]). Na njej je bila ob celem obzidju utrjena pot. Jarek je bil širok več kot 20 m in globok 10 m. Na notranji strani je imel 1,5 m visok nasip, ki je služil kot prva obrambna črta. Zidovi preko jarka so bili na vrhu koničasti, da niso mogli služiti kot mostovi. Nekateri med njimi so bili akvedukti, po katerih se je mesto oskrbovalo z vodo z okoliških hribov. Služili so tudi za polnjenje jarka z vodo in jezovi, ki so jarek razdelili na manjše odseke. V zapisih je kljub temu zelo malo dokazov, da je bil jarek med obleganji napolnjen z vodo.

#### Vrata
Obzidje je imelo devet glavnih vrat, ki so vodila skozi notranje in zunanje obzidje, in večje število manjših potern. Natančno identificiranje nekaterih vrat je iz več vzrokov težavno: število imen, ki jih navajajo bizantinski kronisti, je večje od števila vrat, grška imena so se v osmanskem obdobju večinoma opustila in pozabila, pisni in arheološki viri pa pogosto dajejo povsem protislovne informacije. Iz pisnih virov se lahko natančno določi samo troje vrat: Zlata, Rezionska in Harizijeva vrata.
Tradicionalno poimenovanje vrat, ki ga je leta 1873 uvedel Philipp Anton Dethier, jih deli na civilna in vojaška vrata. Po Dethierjevi teoriji so imela civilna vrata svoja imena in so bila odprta za javni promet, ki je preko jarka potekal po mostovih. Vojaška vrata so bila oštevilčena in namenjena zgolj vojaški rabi in so vodila samo do zunanjega obzidja. Takšna delitev je danes povsem nespremenljiva, ker ni nobenega tehtnega razloga, da se vojaška vrata ne bi smela uporabljati tudi za javni promet. Poleg tega imajo nekatera vrata svoja lastna imena, številčenje, ki bi se moralo ujemati z imeni mestnih okrožij med Konstantinov in Teodozijev obzidjem, pa se je izkazalo za zgrešeno. Devteron ali Drugo okrožje na primer se ni nahajal na jugovzhodu mesta poleg Drugih vojaških vrat, kot bi pričakovali, ampak v severozahodnem delu mesta.

##### Zlata vrata in trdnjava Yedikule
Zlata vrata  (grško: Χρυσεία Πύλη  [Hriseia Pilē], latinsko: Porta Aurea, turško: Altınkapı ali Yaldızlıkapı) so bila najbolj južna mestna vrata. Služila so kot glavni ceremonialni vhod v prestolnico in so se uporabljala na primer za zmagoslavne prihode cesarjev po velikih vojaških zmagah ali državnih slovesnostih, na primer pri kronanjih. Zelo redko so kot izraz časti vstop skozi Zlata vrata dovolili tudi visokim tujim dostojanstvenikom, na primer papeževim legatom leta 519 in 868  in papežu Konstantinu leta 710. Vrata so se v protokolarne namene uporabljala do obdobja Komnenov, potem pa samo priložnostno, na primer za vstop Mihaela VIII. Paleologa po zmagi nad Latinci in ponovni osvojitvi mesta 15. avgusta 1261. V obdobju Paleologov so zaradi vedno hitrejšega propadanja cesarstva vrata delno zazidali in okolico vrat pretvorili v citadelo. Ime Zlata vrata so si prisvojili tudi v drugih mestih za poimenovanje glavnih mestnih vrat. Tako je bilo na primer v Solunu, kjer so se imenovala tudi Vardarska vrata, Antiohiji (Dafnina vrata) ter v Kijevu in Vladimiru v Kijevski Rusiji. 
Natančen datum gradnje Zlatih vrat ni zanesljiv. Zgrajena naj bi bila v obdubju med Teodozijem I. in Teodozijem II.. Starejši strokovnjaki se nagibajo k prvemu, mlajši pa k drugemu cesarju. Trenutno pa prevladuje splošno mnenje, da so bila zgrajena kot integralni del Teodozijevega obzidja. Mnogo se je razpravljalo tudi o izgubljenem latinskem napisu s kovinskimi črkami, ki je stal nad vrati v spomin na poraz neznanega uzurpatorja:
Haec loca Theudosius decorat post fata tyranni.
Aaurea saecla gerit qui portam construit auro.
(To mesto je okrasil Teodozij po padcu titrana.
Prinesel je zlato dobo, ki je zgradila zlata vrata.)
Zanimivo je, da o padcu uzurpatorja ne poroča noben bizantinski avtor. Raziskave ohranjenih lukenj, v katerih so bile vdelane kovinske črke, so potrdile točnost napisa. Izkazalo se je tudi, da je bila prva vrstica napisa vdelana na zahodni, druga pa na vzhodni strani vrat. Trenutno prevladuje mnenje, da napis govori o uzurpatorju Ivanu (vladal 423–425), ki ga Bizantinci nikoli niso priznali za cesarja.  Strokovnjeki s tradicionalnimi pogledi zagovarjajo mnenje, da so bila vrata prosto stoječ slavolok, zgrajen leta 388-391 v spomin na poraz uzurpatorja Magna Maksima (vladal 385–388), ki so ga kasneje vgradili v Teodozijevo obzidje.
Vrata so bila zgrajena iz velikih blokov poliranega belega marmorja brez cementnega veziva v obliki slavoloka s tremi obokanimi prehodi, od katerih je bil srednji največji, oba stranska pa manjša. Ob vratih sta bila velika pravokotna stolpa, ki sta bila istočasno tudi 9. in 10. stolp Teodozijevega obzidja. Oba stranska prehoda sta bila stalno odprta za javno promet. Zgradba je bila bogato okrašena s številnimi kipi. Na vrhu je bil kip Teodozija I. na kvadrigi, ki so jo vlekli sloni, tako da so vrata spominjala na rimska vrata Porta Triumphalis. Kip je med potresom leta 740 padel na tla in se uničil. Med drugimi kipi je bil velik križ, ki je bil uničen v potresu leta 561 ali 562, kip Zmage, ki se je podrl med vladanjem Mihaela III., in mestna Fortuna s krono. Leta 965 je Nikifor II. Fokas namesto prvotnih vrat postavil zaplenjena bronasta mestna vrata iz   Mopsuestije. Zlata vrata so imela v zunanjem obzidju samo eno odprtino, ki je bila v kasnejših stoletjih obložena z odlomki starih marmornih reliefov. Reliefi so bili, po pisanju francoskega naravoslovca Pierra Gillesa in angleških popotnikov iz 17. stoletja, razporejeni v dve vrsti in so predstavljali mitološke prizore, med njimi tudi Herkulova junaštva. Reliefi, od katerih so se ohranili samo odlomki, shranjeni v istanbulskem arheološkem muzeju, so bili v vrata vdelani verjetno v 9. ali 10. stoletju, da bi polepšali njihov videz. Po nekaterih opisih je bil tudi nad zunanjimi vrati kip Zmage s krono.
Zlata vrata so imela kljub svoji pretežno ceremonialni vlogi enega od najpomembnejših položajev v mestnem obzidju in so med raznimi obleganji odbila več napadov. Z izgradnjo prečnih zidov v peribolu med zunanjim in notranjim obzidjem so postala samostojna trdnjava. Njihov vojaški pomen je spoznal Ivan VI. Kantakuzen (vladal 1347–1354), ki je zapisal, da so neosvojljiva in sposobna tri leta braniti celo mesto. Ivan VI. je obnovil marmorne stolpe in v trdnjavi nastanil lojalne katalonske najemnike. Po odstopu leta 1354 jih je moral predati svojemu nasledniku Ivanu V. Paleologu. Ivan V. je opustil popravila in razpustil posadko, leta 1389-1390 pa je začel ponovno obnavljati in širiti trdnjavo. Za vrati je dogradil dva stolpa in podaljšal obzidje kakšnih 350 m proti obmorskemu obzidju, tako da je znotraj mesta nastala samostojna utrdba, ki je služila kot citadela. Ivan V. se je moral kmalu zatem sam zateči vanjo zaradi državnega udara, ki ga je vodil njegov vnuk Ivan VII.. Trdnjava se je nekaj mesecev uspešno upirala obleganju, v katerem so morda uporabili tudi topove.  Leta 1391 je bil Ivan V. prisiljen predati trdnjavo sultanu Bajazidu I. (vladal 1382–1402), ker mu je grozil, da bo oslepil njegovega sina Manuela, katerega je imel v ujetništvu. Cesar Ivan VIII. Paleolog (vladal 1425–1448) je leta 1434 poskušal trdnjavo obnoviti, vendar mu je to preprečil sultan Murat II.. 
Ko so Osmani leta 1453 dokončno osvojili Konstantinopel, je sultan Mehmed II. leta 1458 zgradil novo trdnjavo. K prejšnjim štirim stolpom (stolpi 8 do 11) notranjega Teodozijevega obzidja je dodal tri velike stolpe, tako da je nastala trdnjava Sedem stolpov (turško: Yedikule Hisarı, grško: Ἑπταπύργιον [Heptapirgion]). Vrata so izgubila svoj prvoten namen, trdnjava pa se je skoraj celo osmansko obdobje uporabljala kot zakladnica, arhiv in državni zapor. V trdnjavi so bili običajno zaprti ambasadorji držav, ki so bile takrat v vojni s cesarstvom. Med najbolj slavnimi zaporniki je bil mladi sultan Osman II., ki so ga leta 1622 zaprli in zatem usmrtili janičarji. V trdnjavi so bili med drugimi usmrčeni zadnji cesar Trapezundskega cesarstva David Megas Komnen, vlaški knez Konstantin Brâncoveanu z družino, kralj Simon I. Gruzijski in številni osmanski age. Med Napoleonskimi vojnami so bili v trdnjavi tudi številni francoski ujetniki, med njimi pisec in diplomat Francois Pouqueville, ki je bil zaprt več kot dve leti (1799  do 1801). Pouqueville je trdnjavo obširno opisal v svoji knjigi Voyage en Morée, à Constantinople, en Albanie, et dans plusieurs autres parties de l'Empire Othoman, pendant les années 1798, 1799, 1800 et 1801 (Potovanje po Morei (Grčija), Konstantinoplu, Albaniji in drugih delih Osmanskega cesarstva v letih 1798, 1799, 1800 in 1801). Zadnji zapornik je bil v Yedikule zaprt leta 1837. V zaporu Yedikule se dogaja tudi roman Nobelovega nagrajenca za književnost Iva Andrića Prokleta avlija (Prekleto dvorišče). 
Sredi trdnjavskega notranjega dvorišča sta bila majhna molilnica in vodnjak. Prebivališča trdnjavske posadke so bila v ločeni mestni četrti. V 19. stoletju so vojašnice podrli in na njihovem mestu zgradili dekliško šolo. Zunanja vrata so ponovno odprli leta 1838, stolpi pa so še nekaj časa služili kot skladišča za smodnik, dokler niso leta 1895 celotnega kompleksa preuredili v muzej. Pred nekaj leti so v Yenikule zgradili letno gledališče. Dostop do Zlatih vrat ovira muslimansko pokopališče.
Po grški legendi je cesarja Konstantina XI. Paleologa ob osmanski osvojitvi mesta rešil angel, tako da ga je spremenil v marmornat kip in ga postavil v podzemsko jamo blizu Zlatih vrat. V jami čaka, da bo oživel in mesto vrnil v krščanske roke.

##### Druga vojaška vrata
Druga vojaška vrata (grško: Πύλη τοῦ Δευτέρου [Pile tou Deuterou]) ali Ksilokerška vrata (grško: Πύλη τοῦ Ξυλοκέρκου [Pile tou Ksilokerkou]) so stala med 22. in 23. stolpom. Svoje drugo ime so dobila po lesenem cirkusu (amfiteatru), ki je stal ob vratih pred mestnim obzidjem. Kronist Nikita Honiat pripoveduje, da je cesar Izak II. Angel leta 1189 vrata zazidal zaradi prerokbe, da bo skoznja v mesto vdrl cesar Friderik I. Barbarossa. Vrata so ponovno odprli leta 1346 in jih spet zaprli pred obleganjem leta 1453. Zaprta so ostala do leta 1886, zato se jih je prijelo turško ime Zaprta vrata (turško: Kapalı Kapı). Sedaj so znana kot Beograjska vrata (turško: Belgrat Kapısı), ker je sultan Sulejman Veličastni po osvojitvi Beograda leta 1521 tja naselil srbske rokodelce. Zanimivo je, da vrata ne vodijo proti Beogradu (po stari Via Militaris)  ampak proti Solunu (po stari Via Egnatia).

##### Pomladna vrata
Pomladna vrata (grško: Πύλη τῆς Πηγῆς [Pile tes Peges]) so dobila ime po samostanu Zōodochos Pēgē (Poživljajoča pomlad) pred mestnim obzidjem v sodobni istanbulski četrti Balıklı. Njihovo današnje ime Silimbrijska vrata (turško: Silivri Kapısı, grško: Πύλη τῆς Συλημβρίας [Pile tes Silimbrias]) se je v bizantinskih virih pojavilo malo pred letom 1453. Vrata stojijo med 35. in 36. stolpom. Stolpa sta bila v poznem bizantinskem obdobju povsem obnovljena, v osmanskem obdobju pa je bil na novo pozidan njihov obok. Van Millingen vrata istoveti z zgodnjimi bizantinskimi Melantiadovimi vrati (grško: Πόρτα Μελαντιάδος [Porta Melantiados]), večina sodobnih strokovnjakov pa jih ima za ena od vrat v starem Konstantinovem obzidju.
Skozi Pomladna vrata je 25. julija 1261 vdrla vojska Nikejskega cesarstva pod poveljstvom generala Alekseja Strategopula in osvojila prestolnico Latinskega cesarstva.

##### Tretja vojaška vrata
Tretja vojaška vrata (grško: Πύλη τοῦ Τρίτου [Pele tou Tritoi]) so dobila ime po mestni četrti Trition (tretji). Stojijo nedaleč od Pomladnih vrat med 39. in 40. stolpom, na začetku ukrivljenega dela obzidja, imenovanega Sigma. Vrata nimajo turškega imena. Zgrajena so bila v srednjem ali poznem bizantinskem obdobju. Do 20. stoletja so se ohranila tudi pripadajoča vrata v zunanjem obzidju, potem pa so izginila. Vrata so zelo verjetno istovetna z Kalagrojskimi vrati (grško:  Πύλη τοῦ Καλάγρου [Pile tou Kalagroi]).

##### Rezijeva vrata
Sodobna vrata Yeni Mevlevihane Kapısı, ki stojijo med  50. in 51. stolpom, so v zgodnji sodobni literaturi običajno imenovali Regionska vrata (grško: Πόρτα Ῥηγίου [Porta region]), verjetno po predmestju Region (današnji Küçükçekmece), ali Rusionska vrata (grško: Πόρτα τοῦ Ῥουσίου [Porta tou Rousion]) po hipodromski stranki Rdečih (grško: ῥούσιοι [rousioi]), ki je domnevno sodelovala pri njihovi obnovi. Iz bizantinskih besedil je razvidno, da je njihovo pravilno ime Rezijeva vrata (grško: Πόρτα Ῥησίου [Porta Resioi]). Po podatkih v leksikonu Suda iz 10. stoletja so dobila ime po generalu iz grškega Bizanca. Schneider jih enači tudi z vrati Miriandr[i]on ali Poliandrion (v pevodu: mesto mnogih ljudi), ki se morda nanaša na bližnje pokopališče. Rezijeva vrata so najbolje ohranjena od vseh mestnih vrat in imajo skoraj enak videz kot so ga imela v 5. stoletju.

##### Četrta vojaška vrata
Četrta vojaška vrata so stala med 59. in 60. stolpom.

##### Vrata sv. Romana
Vrata sv. Romana (grško: Πόρτα τοῦ Ἁγίου Ρωμάνου [Porta tou Hagioi Romanoi]) so stala med 65. in 66. stolpom in dobila ime po bližnji cerkvi sv. Romana. V turškem jeziku se imenujejo Topkapı ali Topovska vrata po veliki osmanski bombardi Baziliki, ki je stala nasproti omenjenih vrat med obleganjem leta 1453. Stražarnica nad mestnimi vrati je bila visoka 26,5 m, zato so bila vrata druga največja mestna vrata za Zlatimi vrati. Vrata so se nekoč imenovala tudi Civilna vrata sv. Romana. Pri teh vratih je bil 29. maja 1453 ubit zadnji bizantinski cesar Konstantin XI. Paleolog.

##### Peta vojaška vrata
Peta vojaška vrata (grško: Πύλη τοῦ Πέμπτου [Pile tou Pemptoi]) so stala severno od reke Lycus med 77. in 78. stolpom. Ime so dobila po Peti mestni četrti (Pempton). Vrata so bila očitno zelo poškodovana, ker so na njih dobro vidna bizantinska in osmanska popravila. Za pripadajočimi zunanjimi vrati ni nobenih sledov. Vrata so poznana tudi kot bizantinska Vrata sv. Kiriake in turška Sulukulekapı (Vrata pri vodnem stolpu) ali Hücum Kapısı (Jurišna vrata), ker je ravno skozi ta vrata prišlo do odločilnega preboja osmanske vojske 29. maja 1453. V poznem 19. stoletju so jih imenovali tudi Örülü kapı (Obzidana vrata).

##### Harizijeva vrata
Harizijeva vrata (grško: Χαρ[ι]σίου πύλη/πόρτα [Har[ι]siou pile/porta]) so dobila ime po bližnjem zgodnjebizantinskem samostanu, ki ga je ustanovil vir illustris Harizij. Vrata so bila za Zlatimi vrati druga najpomembnejša vrata. V turščini se imenujejo Edirnekapı (Odrinska vrata). Skoznje je leta 1453 v osvojeni Konstantinopel zmagoslavno vstopil sultan Mehmed II.. Vrata stojijo na vrhu Šestega griča, ki je z nadmorsko višino 77 m najvišja toška v mestu. Nekoč so domnevali, da so to Poliandrionska ali Miriandrionska vrata (grško: Πύλη τοῦ Πολυανδρίου [Pile tou Poliandriou]), ker vodijo na pokopališče pred mestnim obzidjem.  Ob teh vratih je imel leta 1453 svoje poveljniško mesto zadnji bizantinski cesar Konstantin XI.. 

##### Manjša vrata in poterne
Prva poterna, označena s kristogramom ☧, je bila med prvima dvema stolpoma notranjega obzidja.
V poznem osmanskem obdobju se je imenovala Tabak Kapı. Podobne poterne so Yedikule Kapısı, majhna vrata med 11. in 12. stolpom za trdnjavo Yedikuke, poterna 20. in 31. stolpom, ki so jo zazidali že v bizantinskem času, ter 42 in 43. stolpom severno od Sigme. O nastanku poterne v Yedikule so mnenja zelo različna: nekateri poznavalci domnevajo, da je nastala že v bizantinskem obdobju,  drugi pa, da so jo dozidali Osmani.

##### Kerkoporta
Po zapisih zgodovinarja Duksau so branilci Konstantinopla 29. maja 1453 zjutraj pomotoma pustili odprto majhno poterno Kerkoporto, po kateri je v mesto vdrlo prvih petdeset osmanskih napadalcev. Napadalci so na vrhu notranjega obzidja razvili svojo prapor in začeli streljati na branilce v peribolu, kar je med njimi povzročilo paniko in zmedo in nazadnje padec mesta. Leta 1864 so v ostankih zunanjega zidu na koncu Teodozijevega obzidja med 96. stolpom in palačo Porfirogenetov odkrili poterno, katero je grški zgodovinar A.G. Paspates imel za Kerkoporto. Kasnejši zgodovinarji, med njimi van Millingen in Steven Runciman, so njegovo teorijo sprejeli. Izkopavanja v njeni okolici niso odkrila nobenih dokazov o pripadajočih vratih v notranjem obzidju. Dukasova zgodba je zato morda izmišljena ali je nastala iz starejše legende, povezane s Ksilokerkoškimi vrati, ki so jih starejši strokovnjaki enačili s Kerkoporto.

#### Kasnejša zgodovina
Teodozijevo obzidje je brez dvoma spadalo med najpomembnejše poznoantične obrambne sisteme. Po navedbi v Cambridge Ancient History "je bilo najbrž najuspešnejše in najvplivnejše obzidje, ki so ga kdaj zgradili, saj je omogočilo mestu in njegovim cesarjem, da so preživeli več kot tisočletje na robu izjemno nestabilnega in nevarnega sveta, kar je v nasprotju z vsako strateško logiko".
Z iznajdbo smodnika in oblegovalnih topov so fortifikacije izgubile svoj pomen, njihovi masivni zidovi pa so še vedno nudili učinkovito zaščito, kar se je pokazalo na primer med drugim osmanskim obleganjem mesta leta 1422. Med zadnjim osmanskim obleganjem, ki je leta 1453 privedlo do padca mesta, so branilci uspeli preprečiti številne poskuse miniranja obzidja in odbili več čelnih napadov, ki so trajali skoraj dva meseca. Ko so Osmani 29. maja sprožili odločilni napad, v katerem je bil genovski general Giovanni Giustiniani ranjen in se je moral umakniti z bojišča, je med branilci nastala panika in obzidje je padlo. Sultan Mehmed II. je po zasedbi mesta obzidje popravil, potem pa so ga vzdrževali še nekaj stoletij.

### Obzidje Blaherne
Obzidje Blaherne je povezovalo Teodozijevo obzidje, ki se je končalo na višini palače Porfirogenetov (turško: Tekfur Sarayı), z obzidjem ob obali Zlatega roga. Sestavljal ga je niz enojnih zidov, zgrajenih v različnih obdobjih, ki so branili predmestje Blaherne Obzidje je bilo visoko 12-15 m, debelejše od Teodozijevega in je imelo bolj gosto postavljene stolpe. Zaradi strmega terena ni imelo obrambnega jarka, razen na spodnjem, bolj ravnem delu, kjer ga je dal izkopati Ivan VI. Kantakuzen.
Ostanke prvotnega obzidja je raziskovalo več znanstvenikov, ki so predpostavili več možnih potekov obzidja.  Iz Notitiae Urbis Constantinopolitanae je ravidno, da je bila XVI. četrt, ki je ustrezala Blaherni, ločena od mesta in je imela svoje obzidje. Iz Notitiae je razvidno tudi to, da sta cerkvi sv. Marije Blahernske in sv. Nikolaja najmanj do avarskega obleganja leta 626, ko sta bili požgani, stali pred blahernskim obzidjem. Ohranjeni sledovi obzidja imajo obliko trikotnika in potekajo od palače Porfirogenetov do tako imenovane Anemasove ječe, od tam pa do cerkve sv. Dimitrija Kanaba in nazaj do palače Porfirogenetov Utrdbe so bile očitno starejše od Teodozijevega obzidja in so nastale verjetno v 4. stoletju, v času Teodozija II. pa so jih povezali s Teodozijevim obzidjem Vzhodni del obzidja so zato opustili in podrli.
Obzidji sta med seboj povezani v bližini palače Porfirogenetov s kratkim zidom s poterno. Verjetno gre za poterno Porfirogenetov (grško: πυλὶς τοῦ Πορφυρογεννήτου [pilis tou Porfirogennitou]), ki jo omenja Ivan Kantakuzen in se razteza od palače do prvega stolpa tako imenovanega obzidja Manuela Komnena.Zgodovinar Nikita Honiat trdi, da je obzidje zgradil cesar Manuel I. Komnen (vladal 1143-1180) za zaščito svoje cesarske palače Blaherne, ki je bila od poznega 11. stoletja cesarjeva njaljubša rezidenca. Utrdba je arhitekturno izvrstna, sestavljena iz niza obokov, ki zapirajo njeno zunanje pročelje, in višja in debelejša od Teodozijevega obzidja. Na vrhu je debela približno 5 m. Ima osem okroglih in osmerokotnih stolpov, zadnji pa je pravokoten. Obzidje je dolgo 220 m. Začenja se skoraj pravokotno na Teodozijevo obzidje in gre proti zahodu navzgor do tretjega stolpa, kjer se obrne ostro proti severu. Trdnost gradnje se je izkazala med zadnjim osmanskim obleganjem, med katerim ji niti intenzivno obstreljevanje z bombardo Orban in poskusi miniranja niso prišli do živega. Obzidje je imelo med drugim in tretjim stolpom poterno in velika vrata Eğri Kapı (Zavita vrata) med šestim in sedmim stolpom. Ime Eğri Kapı je nastalo iz ostrega zavoja ceste pred samimi vrati, s katerim je obšla grob Mohamedovega spremljevalca Hazreta Hafiza, ki je umrl med prvim arabskim obleganjem mesta. Vrata se običajno, a ne dosledno, istovetijo z bizantinskimi Kaligarijskimi vrati (grško: πόρτα ἐν τοῖς Καλιγαρίοις  [porta en tois Kaligariois]) -  Vrati izdelovalcev (vojaških) sandalov (iz latinskega: caliga – sandal).
Od zadnjega stolpa Komnenovega obzidja do tako imenovane Anemasove ječe se razteza dodaten, kakšnih 150 m dolg zid s štirimi pravokotnimi stolpi. Zgrajen je bil verjetno kasneje in je očitno slabše kakovosti kot Komnenov. Zid je tanjši, zgrajen iz manjših kamnitih blokov in opeke. Na njem so spominski napisi, iz katerih je razvidno, da so ga popravljali leta 1188, 1317 in 1441. Obokana poterna za drugim stolpom se običajno istoveti z Girolimskimi vrati (grško: πύλη τῆς Γυρολίμνης [pilē tēs Gyrolimnēs]), imenovanimi po Srebrnem jezeru (grško: Argira Limnē) na vrhu Zlatega roga. Poterna je verjetno služila palači Blaherne, kar je razvidno iz doprsnih kipov treh cesarjev. Schneider domneva, da se ime bolj verjetno nanaša na vrata Eğri Kapı.
Sledi zunanji zid Anemasove ječe, ki se navezuje na dve obzidji. Zunanje se imenuje Leonovo obzidje, ker ga je zgradil Leon V. Armenec (vladal 813–820) za obrambo pred bolgarskim kanom Krumom, cesar Mihael II. (vladal 820–829) pa ga je podaljšal proti jugu. Obzidje je relativno šibko, debelo manj kot 3 m. Podprto je z loki, ki nosijo parapet, in ima štiri stolpe in številne strelne line Za Leonovim obzidjem stoji notranje obzidje, obnovljeno in ojačano s tremi posebno lepimi stolpi, ki jih je zgradil cesar Teofil (vladal 829–842). Razdalja med obzidjema je 26 m. Obe obzidji imata vrata, ki skupaj tvorita Blahernska vrata (grško:  Πόρτα τῶν Βλαχερνῶν [Porta tōn Blachernōn]). Med njima je utrjen prostor, imenovan Brahionion ali Brahiolion (βραχιόνιον/βραχιόλιον), kar pomeni Blahernska zapestnica. Po osmanski zasedbi mesta so ga Grki imenovali Pentapirgion (Πενταπύργιον) - Pet stolpov, kar je namigovalo na turško trdnjavo Yedikule (grško: Heptapirgion) – Sedem stolpov. Notranje obzidje so zgodovinarji, med njimi Milligen in Janin, enačili s Heraklijevim obzidjem, ki ga je zgradil cesar Heraklij (vladal 610–641) po avarskem obleganju, da bi zaščitil cerkev Blahernitissa. Schneider ima obzidje za del Pterona (Πτερόν, krilo), ki je bil zgrajen v času Teodozija II.., da bi zaščitil severni bok Blaherne od Anemasove ječe do Zlatega roga. Schneider zato s Heraklijevim obzidjem označuje kratek odsek obmorskega obzidja, ki je nanj priključeno na vzhodu in ima značilno drugačno arhitekturo.
V obrambnem sistemu je še kratko obzidje, ki so ga prizidali kasneje, verjetno med Teofilovim vladanjem. Razteza se od stika kopenskega obzidja z morjem do obmorskega obzidja. V njem so tako imenovana Lesena vrata (grško: Ξυλίνη πύλη [Ksilinē pilē] ali  Ξυλόπορτα [Ksiloporta]). Obzidje in vrata so bili porušeni leta 1868.

### Varovanje in obnavljanje kopenskega obzidja
Kopensko obzidje sedaj teče skozi samo središče Istanbula in je obdano s pasom parkov. Na nekaj mestih gredo skozenj ceste, ki vodijo iz mesta proti zahodu. V 1980. letih je bilo s pomočju UNESCO restavriranih nekaj odsekov obzidja. Restavratorska dela so bila predmet številnih kritik zaradi uničenja zgodovinskih dokazov, uporabe neustreznih gradiv in slabe izvedbe del. Vse to je se je dokazalo med potresom leta 1999, v katerem so se vsi restavrirani deli porušili, medtem ko je prvotna konstrukcija ostala nedotaknjena. Zaradi mestnega onesnaževanja in pomanjkanja restavratorskih del je World Monuments Fund leta 2008 obzidje uvrstil na seznam sto najbolj ogroženih spomenikov na svetu.

## Obalno obzidje
Obalno obzidje (grško: τείχη παράλια [teichē paralia]) je obdajalo mesto na obali Marmarskega morja (Propontis) in Zlatega roga. Obalno obzidje je prav gotovo imel že Bizanc, saj so se sledovi obzidja ohranili, natančen datum graditve srednjeveškega obmorskega obzidja pa je še vedno sporen. Četudi zgodovinarji njegovo graditev običajno pripisujejo Konstantinu I., ki je gradil kopensko obzidje, segajo prvi dokazi o njegovi graditvi v leto 439, ko je mestno prefekt Kir Panopolski (viri ga pogosto zamenjujejo s pretorijanskim prefektom Konstantinom) ukazal, da se popravi in do konca pozida mestno obzidje ob morju. Njegova odločitev je prav gotovo povezana z dejstvom, da so Vandali istega leta zavzeli Kartagino. Dogodek je v Konstantinoplu zelo verjetno vzbudil strah pred možnim napadom z morja. S takim potekom dogodkov se strinja večina zgodovinarjev, Cyril Mango pa dvomi v obstoj kakršnih koli obalnih utrdb v pozni antiki, ker jih takratni viri ne omenjajo in se podatki o njih prvič pojavijo šele okoli leta 700.
Obalno obzidje je bilo arhitekturno podobno Teodozijevemu obzidju, vendar bolj enostavno. Imelo je samo enojen zid, ki je bil precej nižji od kopenskega in je imel notranje zavoje v pristaniščih. Vhod v Zlati rog je bil zavarovan z masivno verigo ali vodno oviro iz kamnitih klad, ki jo je postavil cesar Leon III. (vladal 717-741). Verigo so nosili plavajoči sodi. Prvi konec verige je bil vpet v Evgenijevem stolpu v današnjem predmestju Sirkeci, drug konec pa v velikem pravokotnem stolpu Kastelion na Galati. Na temeljih stolpa sedaj stoji mošeja Yeraltı.  Obrambi mesta na obali Marmarskega morja so pomagali močni morski tokovi, ki so skoraj onemogočali napad z morja. Gotfrid Villehardouinski trdi, da v četrti križarski vojni Konstantinopla niso napadli z morja prav zaradi močnih tokov.
V prvih stoletjih obstoja so Konstantinopel večkrat napadli z morja, predvsem po Justinijanovih vojnah, ko je Sredozemlje ponovno postalo tako imenovano "Rimsko jezero". Prvi neposredni pomorski napad na mesto se je zgodil med avarsko-perzijskim obleganjem leta 626. Nova pomorska grožnja se je pojavila po arabski osvojitvi Sirije in Egipta. Tiberij III. (vladal  698–705) ali Anastazij II. (vladal 713–715) sta zato v zgodnjem 8. stoletju obzidje obnovila in dogradila. Obsežno novo rekonstrukcijo je začel cesar Mihael II. (vladal 820–829) in dokončal njegov naslednik Teofil (vladal 829–842), ki je obzidje tudi povišal. Ker so obnovitvena dela sovpadla s saracensko osvojitvijo Krete, stroški niso bili pomembni. Konstantin Manas o tem piše: "Cesarski zlatniki so se trošili tako radodarno kot ničvredni prodniki". Teofilova obširna dela, predvsem na obnovi obalnega obzidja, dokazujejo številni napisi z njegovim imenom, ki so številčnejši od napisov drugih cesarjev. Obalno obzidje je kasneje doživelo še nekaj popravil in je branilo mesto vse do konca Bizantinskega cesarstva.
Med obleganjem v četrti križarski vojni se je izkazalo, da je obalno obzidje šibka točka mestne obrambe in Benečanom ga je uspelo osvojiti. Mihael VIII. (vladal 1259-1282) je zato po bizantinski osvojitvi mesta leta 1261 obzidje povišal in utrdil, saj so Latinci poskušali ponovno osvojiti izgubljeno mesto. Druga potencialna nevarnost so bili Genovežani, ki so skladno z Nimfejsko pogodbo iz leta 1261 zasedli Galato na nasprotni obali Zlatega roga. Obalno obzidje so zaradi časovne stiske povišali kar z dva metra visoko leseno steno, ki so jo zastrli s platnom. Deset let kasneje je mestu grozil napad neapeljskega kralja Karla I., zato so zgradili še notranje obzidje, od katerega ni ostalo nobene sledi.
Obzidje je bilo ponovno obnovljeno med vladanjem Andronika II. (vladal 1282–1328) in njegovega naslednika Andronika III. (vladal 1328-1341), ker je 12. februarja 1332 orkanska nevihta prebila obzidje in odprla vrata proti morju. Ko je bilo leta 1351 cesarstvo ponovno v vojni z Genovežani, je Ivan VI. obnovil obzidje in pred njim ob Zlatem rogu izkopal jarek. Obzidje so ponovno popravljali leta 1434, tudi tokrat zaradi Genovežanov, in v letih pred končnim padcem mesta. Zadnja popravila je delno financiral srbski despot Georgij Branković.

### Obzidje ob Zlatem rogu
Obzidje ob Zlatem rogu, v katerem je bil v kasnejših časih živahen promet, je merilo 5.600 m. Potekalo je od Rta sv. Dimitrija do Blaherne, kjer se je navezalo na kopensko obzidje. Čeprav so v 1870. letih med graditvijo železniške proge obzidje porušili, je položaj večine vrat in stolpov zelo natančno poznan. Obzidje je bilo zgrajeno malo od obale in je bilo visoko kakšnih deset metrov. Po pisanju Cristofora Buondelmontija je imelo 14 vrat in 110 stolpov, po bizantinskih virih pa 16 vrat. Severna obala mesta je bila vedno najbolj svetovljanski del mesta. Na njej je bilo glavno trgovsko središče in mestna četrt, v kateri so živeli tujci. Muslimanski trgovci so imeli svojo četrt (mitaton), v kateri je bila tudi mošeja. Od obdobja Alekseja I. Komnena (vladal 1081-1118) dalje so bizantinski vladarji podeljevali raznim italijanskim obmorskim republikam obširne trgovske četrti, vključno s skladišči (skalai), ki so bile izven mestnega obzidja. 
Od Blaherne na zahodu do Palačne četrti na vzhodu naslednja mestna vrata.
Prva vrata, ki so bila najbližja kopenskemu obzidju, so bila Koiliomenska vrata (grško: Κοιλιωμένη Πόρτα [Koiliōmēnē Porta] – Zvita vrata, turško: Küçük Ayvansaray Kapısı – Vrata pri visoki palači (Alekseja I. Komnena)). Malo za njimi so ob mošeji Atika Mustafa paše stala Vrata sv. Anastazije (grško: Πύλη τῆς ἁγίας Ἀναστασίας [Pilē tēs hagias Anastasias], turško: Atik Mustafa Paşa Kapısı). Na zunanji strani obzidja je ob vratih stala cerkev sv. Nikolaja Kanaba, ki je bila v letih 1597–1601 katedrala konstantinopelskega patriarha.
Malo niže ob obali so bila vrata Balat Kapı – Palačna vrata s tremi obokanimi prehodi, ki so služila kot prehod iz palače Blaherne na obalo oziroma v pristanišče. V bližini so bila v bizantinskih časih še dvoja vrata: Kinegionska vrata (grško: Πύλη τοῦ Κυνηγοῦ/τῶν Κυνηγῶν  [Pilē tou Kinēgou/tōn Kinēgōn] – Lovska vrata), ki so dobila ime po bližnji četrti Kinegion, in Vrata sv. Janeza Krstnika (grško: Πόρτα τοῦ ἁγίου Προδρόμου και Βαπτιστοῦ [Porta tou hagiou Prodromou kai Baptistou]). Za slednja ni povsem jasno ali so bila samostojna ali gre morda kar za Kinegionska vrata. Nekateri zgodovinarji so ena od njih enačili tudi z Balat Kapı in enimi od treh vrat na Zlatem rogu, ki so bila poznana kot Cesarska vrata (grško: Πύλη Βασιλικὴ [Pilē Basilikē]). 
Naprej proti jugu so stala Svetilniška vrata (grško: Πύλη τοῦ Φαναρίου [Pilē tou Phanariou], turško: Fener Kapısı), ki so skupaj z lokalnim predmestjem dobila ime po bližnjem svetilniku (fanarion). Vrata so bila zahodni vhod v trdnjavo Petrion, ki je nastala v dvojnem obzidju med Svetilniškimi in Petrionskimi vrati (grško: Πύλη τοῦ Πετρίου [Pilē tou Petriou], turško: Petri Kapısı). Po bizantinskem izročilu je tisti del mesta dobil ime po Petru Patriciju, prvemu ministru cesarja Justinijana I. (vladal 527-565). Majhna vrata na zahodnem delu notranjega trdnjavskega obzija, ki so vodila v mesto, so se imenovala Diplofanarionska vrata. V četrti križarski vojni so Benečani leta 1204 pod osebnim vodstvom doža Enrika Dandola vdrli v mesto prav skozi Petrionska vrata. Med osmanskim obleganjem leta 1453 so napad na ista vrata odbili.
Naslednja so bila Nova svetniška vrata (turško: Yeni Ayakapı), ki niso bila bizantinska, ampak so nadomestila starejša bizantinska vrata. Zgradil jih je slavni osmanski arhitekt Mimar Sinan leta 1582. Malo za njimi so stala Stara svetniška vrata, ki so se po bližnji cerkvi sv. Teodozije imenovala tudi Teodozijina vrata (grško: Πύλη τῆς Ἁγίας Θεοδοσίας [Pilē tes Theodosias]). Sledila so Pegeška vrata (grško: Πύλη εἰς Πηγάς  [Pilē eis Pēgas]), ki so jih latinski kronisti imenovali Porta Puteae ali Porta del Pozzo, sedaj pa se imenujejo Cibali Kapısı. Ime so dobila po tem, da so obrnjena proti mestni četrti Pege (grško: Πηγαὶ [Pēgai], Galata) na nasprotni obali Zlatega roga. Naslednja so, zdaj porušena, Platejska vrata (grško: Πόρτα τῆς Πλατέας [Porta tēs Plateas]), ki se v italijanskih kronikah imenujejo Porta della Piazza, Osmani pa so jih imenovali Unkapanı Kapısı – Vrata pri kladišču za moko. Grško ime so dobila po četrti Plateia (v prevodu: ravnica), ki je stala na obširni ravnici ob Marmarskem morju. Naslednja so bila Ayazma Kapısı – Vrata pri svetem vodnjaku, ki so verjetno iz osmanskega obdobja.
Sledijo Drungarijeva vrata (grško: Πύλη τῶν Δρουγγαρίων [Pilē tōn Droungariōn]), današnja Odunkapısı – Lesena vrata, ki so svoje grško ime dobila po državnem položaju droungarios tēs viglēs – komandantu elitnega polka (tagme) cesarjeve osebne straže (vigle). Vrata so onačevala zahodni konec beneške četrti. Za njimi so bila vrata sv. Janeza Krstnika, ki so dobila ime po bližnji kapeli. Njihovo turško ime je Zindan Kapısı – Stolpna vrata. Porušena Peramska vrata (grško: Πόρτα τοῦ Περάματος  [Porta tou Peramatos]) so stala v predmestju Perama, od koder je plul trajekt proti Peri (Galati). Vrata so označevala vzhodno mejo beneške četrti in začetek amalfijske četrti. Na Buondelmontijevi karti se imenujejo Porta Piscaria po ribjem trgu, ki je stal ob vratih. Vsebina imena se je ohranila in se v turškem jeziku glasi Balıkpazarı Kapısı – Vrata na ribjem trgu. Vrata so se imenovala tudi Judovska vrata (grško: Ἑβραϊκὴ Πόρτα [Hebraïkē Porta]), v latinskih virih pa Porta Hebraica, čeprav se je isto ime v različnih obdobjih očitno uporabljalo tudi za druga vrata.  V njihovi bližini so bila verjetno tudi Vrata sv. Marka, ki so omenja v samo enem beneškem dokumentu iz leta 1229. Njihova identiteta je vprašljiva, ker se imenujejo po beneškem zavetniku sv. Marku. Vrata so morda stala že pred četrto križarsko vojno ali pa so jih postavili po križarski osvojitvi mesta leta 1204. 
Vzhodno od Peramskih vrat so bila Hikanatska vrata (grško: Πόρτα τῆς Ἱκανατίσσης [Porta tēs Hikanatissēs]). Njihovo ime izhaja morda iz imena cesarske elitne konjeniške tagme hikanatoi. Vrata so označevala mejo med amalfijsko četrtjo na zahodu in pisansko na vzhodu. Še bolj proti vzhodu so stala Neorionska vrata (grško: Πόρτα τοῦ Νεωρίου [Porta tou Neōriou]), v poznem bizantinskem in osmanskem obdobju imenovana Lepa vrata (grško: Πύλη Ὡραία [Pilē Horaia]). Ime pove, da so vodila v Neorion, glavno pristanišče in najstarejši arzenal starega Bizanca. V zgodnjem osmanskemm obdobju so se imenovala Çıfıtkapı – Judovska vrata, njihove sedanje ime pa je Bahçekapı – Vrtna vrata. Pisanska mestna četrt se je končala malo bolj vzhodno od Neorionskih vrat.
V 12. stoletju se je od tod proti vzhodu širila genovska četrt. Dokumenti, ki omenjajo privilegije Genovežanov, omenjajo tudi dvoje vrat: Porta Bonu, katerih ime je verjetno prepis grškega Πόρτα Bώνου ([Porta Bonou]), in Porta Veteris Rectoris – Vrata starega rektorja. Obe meni se zelo verjetno nanašata na ista vrata, ki so stala nekje v sodobni istanbulski četrti Sirkeci. Zadnja vrata v obzidju Zlatega roga so bila Evgenijeva vrata (grško: Πόρτα τοῦ Ἐυγενίου [Porta tou Eugeniou]), ki so vodila v pristanišče Prosforion. V njihovi bližini je stal Evgenijev stolp ali Kentenarion, zgrajen v 4. stoletju, v katerem je bila vpeta veriga, ki je zapirala vhod v Zlati rog. Vrata so se imenovala tudi Marmorna vrata (grško: Μαρμαροπόρτα [Marmaroporta]), ker so bila obložena z marmorjem in okrašena s kipom cesarja Julijana Apostata (vladal 355-360). V osmanskih časih so se imenovala Yalıköşk Kapısı. Leta 1871 so jih porušili.ref>van Millingen 1899, str. 227–228, Janin 1964, str. 293.</ref>

### Propontsko (marmarsko) obzidje
Propontsko obzidje je stalo, razen v pristaniščih in sidriščih, skoraj na samem robu kopnega. V višino je merilo 12-15 m. Imelo je 13 vrat in 188 stolpov in je bilo dolgo 8.460 m. Poleg zunanjega obzidja je imelo še 1.080 m notranjih obzidij v pristanišču Vlanga. Več delov obzidja je bilo leta 1956-1957 porušeno med graditvijo obalne ceste Kennedy Caddesi.  Obzidje je bilo zaradi bližine morja in močnih tokov ob vzhodni in južni obali polotoka dokaj varno pred napadi z morja, veliko nevarnost za obzidje pa je predstavljalo samo morje. Pred njim so zato zgradili valobrane iz skalnih blokov, samo obzidje pa so podprli in utrdili z marmornatimi stebri. Od skrajnega severnega rta na robu nekdanje akropole (rt Sarayburnu) do Marmornega stolpa je imelo naslednja vrata.
Prva so bila Vzhodna vrata (grško: Ὲώα Πύλη [Eōa Pilē]) ali Vrata sv. Barbare (grško: Πύλη τῆς μάρτυρος Βαρβάρας [Piylē tēs martyros Barbaras]) po bližnji cerkvi z istim imenom. Njihovo turško ime je Top Kapısı – Topovska vrata, iz katerega je nastalo ime palače Topkapı. Vrata so bila porušena. Med obalnimi vrati so bila nekaj posebnega: podobno kot Zlata vrata so bila obdana z dvema mogočnima stolpoma iz belega marmorja, ki se je leta 1815 uporabil za graditev bližnjega Marmornega kioska sultana Mahmuda II.. Vrata so dvakrat služila za zmagoslavno vrnitev bizantinskih cesarjev: prvič leta 1126, ko se je Ivan II. Komnen vrnil po ponovni osvojiti rodnega Kastamona, in drugič leta 1168, ko se je Manuel I. Komnen vrnil s svojega zmagovitega pohoda proti Ogrski.
Naslednja so bila vrata s turškim imenom Değirmen Kapı - Miljniška vrata, katerih grško ime ni poznano. Malo severno od njih je stal mogočen Manganski stolp, ki ga je zgradil Manuel I. Komnen, da bi držal prvi konec verige preko Bosporja. Drugi konec verige naj bi bil vpet v Deviškem stolpu (turško: Kız Kulesi) na majhnem otočku na južnem vhodu v Bospor. Za Miljniškimi vrati so stala Železna vrata (turško: Demirkapı) iz osmanskega obdobja. Za temi dvojimi vrati je bila mestna četrt Mangana (grško: Μάγγανα [Maggana] – arzenal) s številnimi samostani, med katerimi je bil najbolj slaven samostan sv. Jurija Manganskega, cerkvi Kristusa Filantropa in Device Marije in palača Mangana. Na južnem robu četrti Mangana sta bila dva para majhnih potern, ki so verjetno služile številnim cerkvam. Ohranili sta se dve njihovi imeni: poterna sv. Lazarja (grško: πυλίς τοῦ ἁγίου Λαζάρου [pylis tou hagiou Lazarou]) in Mala hodregetrijska vrata (grško: μικρά πύλη τῆς Ὁδηγήτριας [mikra pylē tēs Hodēgētrias]), ne pa tudi njihov položaj. Obe sta dobili ime po bližnjih samostanih. Možno je, da je ena od njih istovetna s Poterno Mihaela Protovestiarija (grško: παραπυλίς τοῦ Μιχαήλ τοῦ πρωτοβεστιαρίου [parapylis tou Michaēl tou prōtovestiariou]).
Naprej proti jugu, kjer obala skrene proti zahodu, je bilo dvoje vrat: Balıkhane Kapısı – Ribarniška vrata in Ahırkapısı – Hlevska vrata. Njuni imeni sta nastali iz imen zgradb v palači Topkapı, kamor sta vodili. Njuni grški imeni nista poznani. Naslednja vrata, ki so stala na jugovzhodnem vogalu mesta, so bila vrata palače Bukoleon. V bizantinskih časih so se imenovala Levja vrata (grško: Πόρτα Λέοντος [Porta Leontos], latinsko: Porta Leonis) po marmornih levih, ki so stali ob vhodu, in Medvedja vrata (grško: πόρτα τῆς ἀρκούδας porta tēs arkoudas) po podobah živali v pristanu. Njihovo turško ime je Çatladıkapı – Razbita vrata.
Zahodno od palače Bukoleon je bila cerkev sv. Sergeja in sv. Baha in prvo pristanišče na južni obali polotoka, ki se je po ženi cesarja Justina II. (vladal 565-578) imenovalo Sofijino pristanišče. Pred tem se je po cesarju Julijanu Apostatu (vladal 355-360) imenovalo Julijanovo pristanišče. Pred cerkvijo je bila majhna poterna, v pristanišče pa so vodila vodila bližnja velika Sofijina vrata (grško:  Πόρτα τῶν Σοφιῶν  [Porta tōn Sofiōn]) ali Železna vrata (grško: Πόρτα Σιδηρᾶ Porta Sidēra). Njihovo turško ime je bilo Kadırgalimanı Kapısı, kar pomeni Vrata v pristanišče za galeje. Naslednja so bila Kontoskalionska vrata (grško: Πόρτα τοῦ Κοντοσκαλίου [Porta tou Kontoskalion], turško: Kumkapısı – Peščena vrata) v pristanišče Kontoskalion, ki naj bi prevzelo vlogo precej zamuljenega Sofijinega pristanišča.
Naslednje pristanišče proti zahodu je bilo veliko Elevterijevo ali Teodozijevo pristanišče v četrti Vlanga. Vsa pristanišča so sedaj popolnoma zamuljena in je na njih park Vlanga Bostan. Na vzhodni strani pristanišča so stala Nova vrata (turško: Yenikapı). Latinski napis spominja na njihovo popravilo po potresu leta 447. Vrata se običajno istovetijo z Judovskimi vrati iz poznobizantinskega obdobja. Na zahodni strani pristanišča so Vrata Davut Paše (turško: Davutpaşa Kapısı), ki ustrezajo Vratom sv. Emilijana (grško: Πόρτα τοῦ ἀγίου Αἰμιλιανοῦ [Porta tou hagiou Aimilianou]) za katera je znano, da so stala na stiku obalnega in Konstantinovega obzidja. To trditev izpodbija Janin, ki trdi, da je bil stik med obzidjema mnogo zahodneje od položaja sedanjih vrat.
Še bolj proti zahodu, kjer se obala obrne ostro proti jugu, so stala Psamatska vrata (grško:  Πόρτα τοῦ Ψαμαθᾶ/Ψαμαθέως [Porta tou Psamatha/Psamatheos]), sodobna Samatya Kapısı, ki so dobila ime po predmestju z istim imenom. Naprej poti jugozahodu so stala vrata, ki so sedaj znana kot Narlıkapı - Vrata granatnega jabolka. Njihovo grško ime ni poznano, obstoja pa zapis, da so stala v bližini Studijskega samostana.

## Mestna vojaška posadka
Konstantinopelska vojaška posadka je bila v celi zgodovini mesta precej majhna. Obsegala je samo cesarjevo gardo in majhno stalno mestno stražo (pedatoura ali kerketon), ki je bila v pristojnosti mestnega prefekta. Z vsemi možnimi napadalci so morale zato opraviti armade v okoliških provincah še preden so se približali mestu. Kadar je bilo potrebno, na primer po potresu leta 447 in med vpadi Avarov v zgodnjem 7. stoletju, je v vojsko vstopilo civilno mestno prebivalstvo, ki je bilo sicer organizirano v cehih in hipodromskih strankah. V takšnih primerih so prišle na pomoč tudi vojaške enote iz provincijalnih armad.
V prvih stoletjih so cesarjevo gardo sestavljale elitne enote ekskubitov in palatinske šole, ki so v poznem 7. stoletju nazadovale v paradne pehotne enote. Približno v času Justinijana II. so bile ustanovljene prve nove zaščitne enote, ki so varovale ograjen del cesarske palače, v 8. stoletju pa so cesarji zaradi stalnih uporov v cesarskih tagmah in izvajanja zelo nepriljubljene ikonoklastične politike ustanovili posebne cesarske tagme, elitne enote, ki so bile zveste samo njim. Ker so omenjene tagme pogosto tvorile jedro cesarskih ekspedicijskih armad, so bile pogosto odsotne. V mestu sta bili stalno stacionirani samo dve tagmi: numeroi in teiheiotai, ki ju je ustanovil Justinijan II.. Stražili sta okolico cesarske palače in druge posamezne objekte v prestolnici, na primer opuščene cerkve. Mestne vojaške enote so v najboljšem primeru štele samo nekaj tisoč mož. Dopolnjevalo jih je več vojaških enot, ki so bili nameščane v okolici prestolnice v Trakiji in Bitiniji.
Razloga za maloštevilčnost mestne vojaške posadke sta bila bojazen cesarjev in mestnega prebivalstva pred vojaško vstajo in veliki finančnih stroški za njeno vzdrževanje. Velika posadka po drugi strani sploh ni bila potrebna zaradi varnosti, ki jo je zagotavljalo močno mestno obzidje. Zgodovinar John Haldon trdi, da je bilo pred iznajdbo smodnika mesto varno tudi pred zelo številčnim nasprotnikom.

## Obmestne utrdbe
V okolici Konstantinopla je bilo v različnih zgodovinskih obdobjih zgrajenih več utrdb, ki so tvorile del mestnega obrambnega sistema. Prva in največja je bila 56 km dolgo Anastazijevo (grško: τεῖχος Ἀναστασιακόν [teihos Anastasiakon]) ali Dolgo obzidje (grško: μακρὸν τεῖχος [makron teichos] ali μεγάλη Σοῦδα [megalē Souda]), zgrajeno sredi 5. stoletja kakšnih 65 km zahodno od mesta. Obzidje je bilo debelo 3,3 m in visoko preko 5 m. Njegova uporabnost je bila omejena, ker je bilo sredi 7. stoletja zaradi pomanjkanja sredstev za vzdrževanje in moštva zapuščeno. Obzidje je bilo v kasnejših stoletjih vir gradbenega materiala za bližnje zgradbe, več delov, predvsem v odmaknjenih srednjih in severnih odsekih, pa se je kljub temu ohranilo.
Med Anastazijevim obzidjem in mestom je bilo več manjših mest in trdnjav, med njimi Selimbrija in Region, in veliko pristanišče Hebdomon (sedanji Bakırköy), v katerih so bili večji vojaški tabori. Na drugi strani Dolgega obzidja sta bili mesti Vizin (sedanje Vize) in Arkadiopolis (sedanji Lüleburgaz), ki sta zapirali severne dostope do mesta. Obe mesti sta imeli strateška položaja ob glavnih poteh proti mestu in sta skozi celo zgodovino tvorili najbolj zunanjo obrambo mesta in bili hkrati vojaški zbirni mesti. Zanimivo je, da se je med končnim osmanskim obleganjem Konstantinopla več mest, med njimi tudi Selimbrija, vdalo šele po padcu Konstantinopla. V Mali Aziji sta imeli podobno vlogo mesti Nikeja in Nikomedija in vojaški tabor v Malagini v severni Bitiniji.

### Obzidje Galate
Galata je bila od zgodnjega 5. stoletja integralen del mesta. Notitia Urbis Constantinopolitanae jo med 425 imeni omenja kot 13. mestno četrt. Galata je bila utrjena verjetno že v 5. stoletju, Justinijan I. pa ji je podelil položaj mesta. Mesto se je zatem skrčilo in v 7. stoletju povsem izginilo. Ostal je samo Stari galatski stolp (grško: kastellion tou Galatou) v sodobnem Karaköju, ki je varoval verigo, napeto preko ustja Zlatega roga. Po padcu Konstantinopla v četrti križarski vojni leta 1204 je Galata postala beneška četrt, kasneje pa genovska eksteritorialna kolonija, izvzeta iz bizantinske oblasti. Genovežani so kljub nastprotovanju Bizantincev uspeli mesto obdati z jarkom in povezati svoje velike hiše, tako da so okoli kolonije tvorile prvo mestno obzidje. Leta 1349 so zgradili Galatski stolp, kasneje imenovan Kristusov stolp (latinsko:  Christea Turris), in del severnega obzidja. Obzidje so v letih 1387, 1397 in 1404 razširili in vanj zajeli večje ozemlje, kot jim je bilo prvotno dodeljeno. Ratezalo se je od sodobne istanbulske četrti Azarkapı proti severu do Şişhane, od tod do Tophane in nato do Karaköya.  Po osmanski osvojitvi mesta so obzidje vzdrževali do 1870. let, potem pa podrli zaradi širitve mesta. Od nekdanje Galate se je ohranil samo Galatski stolp in več drugih manjših fragmentov.

### Anatolska in Rumelijska trdnjava
Anatolska in Rumelijska trdnjava (turško: Anadoluhisarı in Rumelihisarı) sta bili trdnjavi dvojčici, zgrajeni severno od Konstantinopla na azijski (anatolski) in evropski (rumelijski) strani najožjega dela Bosporske ožine. Trdnjavi so zgradili Osmani, da bi obvladovali strateško pomembno vodno pot med pripravami za končni napad na Konstantinopel. Trdnjavo Anadoluhisarı, ki se je na začetku imenovala tudi Akçehisar in Güzelcehisar – Lepa trdnjava, je zgradil sultan Bajazid I. leta 1394. Na začetku je imela samo 25 m visok peterokoten stražni stolp, obdan z obzidjem. Mnogo večja in bolj dovršena je bila Rumelihisarı, ki jo je v samo nekaj več kot štirih mesecih leta 1452 zgradil sultan Mehmed II.. Imela je tri velike in en manjši stolp, povezane z obzidjem, v obzidju pa še 13 majhnih stražnih stolpov. Na krovnih ploščadih glavnih stolpov so bili nameščeni topovi, tako da je trdnjava popolnoma obvladovala ves promet po Bosporski ožini. Po osvojitvi Konstantinopla je služila kot carinska postaja in ječa, predvsem za odposlance držav, ki so bile v vojni z Osmanskim cesarstvom. med potresom leta 1509 je bila poškodovana in zatem popravljena. Uporabljali so jo za vse do poznega 19. stoletja. 